# St Catherine's Island
St Catherine's Island (walisisk: Ynys Catrin) er en lille tidevandsø, ud for havnebyen Tenby i Pembrokeshire, Wales. Ved lavvande er øen forbundet til fastlandet via Castle beach. St Catherine's Island kaldes også St Catherine's Rock, og på øen er St Catherine's Fort, der blev opført i 1870.
Øen er dannet af en sandstenknold, der er omkring 25 m høj. Den har mange grotter og huler langs vandet, som er skabt af tidevandet. Den er omkring 200 m lang og 6 m bred.
Området under den høje vandlinje på St Catherine's Island er et Site of Special Scientific Interest.

## Galleri
- En grotte på øen (ca. 1823)
- Udsigt fra parken
- Øen set fra fastlandet headland
- The Promenade i Tenby, stranden og St Catherine's Island